# زمین‌لرزه ۱۱۳۹ (میلادی) گنجه
زلزله ۱۱۳۹ گنجه یکی از بدترین رخدادهای لرزه ای تاریخ بود. این امر بر امپراتوری سلجوقی و پادشاهی متحد گرجستان در جمهوری آذربایجان و گرجستان امروزی تأثیر گذاشت. قدرت این زمین لرزه ۷.۷ ریشتر برآورد شده است. که آن را تبدیل به یکی از مرگبار ترین زلزله های تاریخ می‌کند.